# Gymnogeophagus australis
Espèce
Gymnogeophagus australis est un poisson Cichlidae du bassin du Paraná en Argentine

## Référence
- Eigenmann, 1907 : On a collection of fishes from Buenos Aires. Proceedings of the Washington Academy of Science 8 pp 449-458.